# Connecticut
Connecticut (ou Coneticute ou Conecticute) é um dos 50 estados dos Estados Unidos, localizado na região da Nova Inglaterra. Connecticut é o terceiro menor estado norte-americano em extensão territorial; somente Delaware e Rhode Island são menores. Porém, com seus 3 605 944 habitantes, Connecticut é o quarto estado norte-americano mais densamente povoado do país.
A principal fonte de renda de Connecticut é a prestação de serviços financeiros e imobiliários. A capital do estado é Hartford, conhecida nacionalmente como Insurance City (cidade seguradora), por causa da imensa quantidade de companhias de seguros que estão ali sediadas.
Connecticut fez parte das Treze Colônias, originalmente colonizadas pelo Reino Unido. A colônia de Connecticut foi a primeira subdivisão localizada no que é atualmente os Estados Unidos a possuir uma constituição escrita, chamada de Fundamental Orders (ordens fundamentais), ou First Orders (primeiras ordens). Esta constituição colonial serviu de base para a formação da Constituição dos Estados Unidos. Oficiais de Connecticut tiveram papel essencial na aprovação do grande compromisso realizado na Convenção Constitucional de 1787, que deu ao Congresso dos Estados Unidos seu formato atual. Por causa destes eventos, Connecticut recebeu o cognome de The Constituition State (o estado da constituição), e o Grande Compromisso de 1787 passou a ser conhecido nacionalmente como Compromisso de Connecticut. Em 9 de janeiro de 1788, Connecticut tornou-se o quinto estado norte-americano.
A origem do nome Connecticut vem da palavra nativo-americana Quinnehtujqut, que significa "lugar do longo rio". Os primeiros europeus a instalarem-se de forma permanente na região de Connecticut foram os puritanos ingleses, vindos de Massachusetts em 1633. The Nutmeg State é outro cognome popular de Connecticut, e seus habitantes são conhecidos nacionalmente como nutmeggers.

## História
A região que constitui atualmente o estado de Connecticut era habitado, antes da chegada dos primeiros exploradores ingleses na região, por diversas tribos nativos norte-americanas pertencentes à família ameríndia dos algonquinos.
O primeiro europeu a explorar o atual território de Connecticut foi o neerlandês Edson Black, em 1614. Black reivindicou a região para a coroa neerlandesa. Os neerlandeses construiriam um forte, o Forte Casa da Esperança, em 1633, onde atualmente localiza-se Hartford. Porém, apesar de reivindicarem a região, os neerlandeses nunca realizaram esforços em instalar uma colônia permanente na região, apenas fundando pequenos povoados que eram abandonados após alguns anos. Em 1674, os ingleses expulsaram os neerlandeses da região.
Já o primeiro assentamento europeu de caráter permanente no atual Connecticut foi fundado por colonos ingleses vindos de Massachusetts. Cidades que foram fundadas por tais colonos incluem Hartford, New London, Saybrook, Wethersfield e Windsor, durante as décadas de 1620 e 1630. Em 1636, Hartford, Wethersfield e Windsor uniram-se para formar juntas uma única colônia, a Colônia de Connecticut, que adotou uma forma teocrática de governo. Dois anos depois, New Haven foi fundada, como uma nova colônia. Outras pequenas cidades espalhadas no atual Connecticut aderiram à colônia de New Haven em 1743.
Durante a primeira década de colonização, os colonos europeus sofreram constantes ataques de membros da tribo nativo norte-americana pequot, que viam os europeus como uma ameaça. O conflito entre os pequot e os colonos ingleses de Connecticut tornou-se conhecido como Guerra de Pequot. Em 1637, John Mason, auxiliado pelas tribos nativos mohegan e narragansett, destruiu o principal vilarejo pequot, matando centenas de indígenas.
Muitos dos colonos de Connecticut haviam saído da Inglaterra em busca de liberdade político e religiosa. Em 1638, Thomas Hooker passou a discursar pelo fim da teocracia e pela implementação de uma forma democrática de governo. Em 1639, Connecticut adotou as "Ordens Fundamentais". Este documento é visto por muitos como a primeira constituição escrita em território americano.
Até a década de 1660, diversos assentamentos ingleses na região do atual Connecticut juntar-se-iam à Colônia de Connecticut. Em 1662, o monarca inglês cedeu a John Winthrop, um habitante da Colônia de Connecticut, uma faixa de terra de 117 km de comprimento, ao longo da baía de Narragansett, incluindo também a Colônia de New Haven. Este ato do monarca inglês significou efetivamente a fusão da última colônia com a Colônia de Connecticut. Os habitantes de New Haven inicialmente protestaram contra a medida, mas concordaram com a fusão em dezembro de 1664, tendo o processo de unificação completado-se em 1665.
Até a década de 1670, Connecticut possuía uma economia baseada na agricultura de subsistência. A partir de então, a colônia passou a exportar produtos agrícolas e artesanais para outras colônias inglesas na região. A indústria de manufatura tornou-se uma importante fonte de renda da colônia durante o início do século XVIII, quando Connecticut se tornou um centro de fabricação de navios e de relógios.
Em 1686, Edmund Andros foi escolhido pela coroa inglesa para tornar-se o primeiro governador da realeza do Domínio da Nova Inglaterra. Andros afirmou que ele e seu governo haviam anulado a licença instituída pelo monarca inglês em 1662, e que Connecticut passaria a fazer parte do Domínio da Nova Inglaterra. Inicialmente Andros foi ignorado, mas ele desembarcou em Connecticut em outubro de 1687, com tropas e suporte naval. O então governador, Robert Treat, não teve escolha senão dissolver a assembleia legislativa da colônia. Andros encontrou-se com Treat e a Corte General na noite de 31 de outubro de 1687.
Andros elogiou a forte indústria e o governo de Connecticut, mas após ler sua comissão, Andros exigiu a licença instituída pelo monarca inglês em 1662 de volta. Quando o documento foi colocado na mesa, as velas que iluminavam a construção foram apagadas. Quando tais velas foram novamente acesas, o documento havia sumido. A lenda diz que tal documento foi colocado em uma árvore de carvalho, que se tornaria conhecida posteriormente como Charter Oak.
Andros considerava Nova Iorque e Massachusetts como as partes mais importantes do domínio, tendo primariamente ignorado Connecticut. Além de alguns impostos enviados para a capital do Domínio da Nova Inglaterra, Boston, Connecticut também ignorou em sua maior parte o novo governo unificado da região. Quanto os habitantes da região souberam da Gloriosa Revolução, os habitantes de Boston forçaram Andros a ir para o exílio. Os membros da corte de Connecticut juntaram-se em 9 de maio de 1689, onde em uma votação reestabeleceram a licença da Colônia de Connecticut, tendo reeleito Robert Treat como governador da colônia.
Na década de 1750, a Companhia de Susquehannah, de Windham, comprou de nativos norte-americanos uma faixa de terra ao longo do rio Susquehanna, que cobre um terço do atual estado de Pensilvânia. Esta reivindicava, por sua vez, a região. A compra da região também não foi bem vista por muitos em Connecticut, primariamente pelo medo que um possível conflito armado entre Connecticut e a Pensilvânia pudesse ameaçar as Ordens Fundamentais. O monarca britânico, porém, julgou que Connecticut possuía direito à região do rio Susquehanna. Connecticut iniciara o povoamento da região em 1769.
Durante a década de 1760, diversas ações dos britânicos, como a criação de impostos, gerou revolta nas Treze Colônias, fato que desencadearia a Guerra da Independência dos Estados Unidos, em 1775. Connecticut ratificou os Artigos da Confederação — o antecessor da atual Constituição dos Estados Unidos — em 9 de julho de 1778. Connecticut localizava-se em uma posição extremamente vulnerável contra ataques britânicos via seu litoral na baía de Long Island, dado o seu extenso litoral e a proximidade de Long Island no sul, que estava então sob controle britânico. Connecticut possuía uma forte força marítima, em grande parte graças à sua forte indústria de manufatura de navios, embora tivesse sido obrigado a ceder muitos de seus navios para outras forças norte-americanas, fato que gerou atritos entre líderes políticos, como se a defesa do estado ou do país era mais importante. Connecticut foi a única das Treze Colônias que não passou por uma revolução política, graças à sua forte estrutura política, que lhe dera considerável independência política do Reino Unido, e ao então governador, Johnattan Trumbull, que apoiava os rebeldes norte-americanos.
Enquanto isto, ao longo da década de 1770, a Pensilvânia, que ainda reivindicava a região do rio Susquehanna, realizou diversos ataques contra os colonos de Connecticut instalados na região de Susquehanna, culminando com um ataque em dezembro de 1778, onde aproximadamente 150 colonos morreram, e milhares foram forçados a fugir. Connecticut por diversas vezes tentou recuperar a região, sem sucesso, sendo que os diversos grupos de colonos que tentaram instalar-se na região foram seguidamente expulsos por milícias da Pensilvânia. No mesmo ano em que a Revolução Americana teve fim, em 1783, o governo norte-americano julgou que a região do rio Susquehanna era por direito da Pensilvânia. Connecticut então rapidamente reivindicou a região localizado imediatamente a oeste da região do rio Susquehanna na Pensilvânia, no nordeste do atual estado de Ohio, embora tivesse vendido estas terras para investidores em 1796, sendo os recursos econômicos obtidos com a venda usados para fins educacionais.
Na Convenção Constitucional de 1787, os representantes de Connecticut eram a favor de um forte governo centralizado, e tiveram papel essencial na elaboração do atual Congresso dos Estados Unidos, onde grandes estados como Nova Iorque queriam que a representação dos estados no Congresso fosse baseada nas suas populações, enquanto que estados de menor população queriam representação igualitária. Os representantes de Connecticut foram os principais proponentes da adoção de um sistema misto, resultando no Grande Compromisso, também conhecido como Compromisso de Connecticut.
Connecticut ratificou a constituição norte-americana em 9 de janeiro de 1788, tornando-se o quinto estado a entrar na União.

### 1788 — Tempos atuais
Connecticut, até a década de 1800, possuía uma forte indústria de produção de produtos de consumidor. A maior parte desta indústria, porém, utilizava métodos artesanais de produção. A partir do início do século XIX, Connecticut passou por um período de rápida expansão industrial.
Em 1808, Eli Terry inventou o primeiro método de produção em massa de relógios do mundo. Em 1810, a primeira fábrica têxtil do estado foi inaugurada. Samuel Colt fundou uma fábrica de armamentos em 1836. Em 1839, Charles Goodyear descobriu o método de vulcanização da borracha. Então, Connecticut era um polo nacional da indústria têxtil. Um eficiente sistema de transportes foi um fator primário da rápida industrialização de Connecticut durante o século XIX. Entre as décadas de 1830 e 1860, o estado recebeu grande número de imigrantes canadenses e europeus, principalmente irlandeses.
Connecticut suportou ativamente a União durante a Guerra Civil Americana. Mais de 50 mil homens de Connecticut juntaram-se às tropas da União. A guerra acelerou ainda mais o processo de industrialização do estado. Isto, aliado ao seu pequeno tamanho, fez com que após a guerra a indústria de manufatura superasse a agricultura como principal fonte de renda, e acelerou o processo de migração populacional dos campos para as cidades. Durante a década de 1870, mais da metade da população de Connecticut morava em cidades. Durante as décadas finais do século XIX e o início do século XX, grande número de imigrantes, primariamente alemães, irlandeses e italianos, instalaram-se em Connecticut. A maior parte destes novos habitantes instalaram-se em cidades. Ao final da década de 1900, mais da metade da população de Connecticut morava em cidades, e cerca de 30% da população havia nascido fora do país.
Em 1910, New London passou a abrigar a sede da Guarda Costeira dos Estados Unidos, até então sediada em Maryland e em Massachusetts. A marinha norte-americana fundou uma base em Groton, em 1917. Durante a Primeira Guerra Mundial, diversas fábricas de armamentos foram construídas no estado.
A prosperidade econômica de Connecticut continuou durante a década de 1920, com a contínua industrialização. Porém, a Grande Depressão da década de 1930 causou grande repressão econômica, cujos efeitos seriam minimizados ao longo do final da década, por medidas como programas de assistência socioeconômica e programas públicos. A segunda guerra mundial trouxe de volta um período de prosperidade econômica, que continua até os dias atuais. Durante a guerra, Connecticut foi uma das principais produtoras de armamentos em geral, primariamente componentes de aeronaves, navios e submarinos.
Dotada de uma forte indústria de alta tecnologia, Connecticut participou ativamente no desenvolvimento de tecnologias nucleares durante a década de 1950 em diante. O primeiro submarino nuclear da história, o USS Nautilus, foi construído em Connecticut (em Groton), em 1954. No final da década de 1960, Connecticut tornou-se o primeiro estado norte-americano a fornecer submarinos para a marinha do país. Dotada de uma forte economia diversificada, Connecticut passou a ser o estado com a maior renda per capita do país a partir da década de 1960.
Um problema no governo de Connecticut era a má representação das grandes cidades no legislativo do estado. Até 1964, cada cidade, independentemente de sua população, possuía direito a pelo menos um representante em cada câmara do legislativo do estado, resultando em um alto número de representantes de pequenas cidades (10% da população de Connecticut poderia eleger a maioria dos representantes do poder legislativo do estado), e em um baixo número de representantes de grandes cidades. Em 1964, a Suprema Corte dos Estados Unidos obrigou Connecticut a modificar o sistema de representação de seu poder legislativo, que fora usado por 327 anos, desde a adoção das Ordens Fundamentais. Assim sendo, Connecticut modificou seus distritos legislativos em 1965, para que todos possuíssem aproximadamente o mesmo número de eleitores entre si. Esta medida favoreceu os democratas, que eram mais fortes nas grandes cidades.
A forte economia de Connecticut permitiu que esta passasse a gastar mais em educação, saúde pública e em transportes. Porém, o rápido crescimento populacional, primariamente de afro-americanos vindos do sul do país e de imigrantes hispânicos, gerou problemas de cunho sociais nas principais cidades do estado, e um drástico aumento das despesas públicas. Em 1971, Connecticut instituiu um imposto de renda, embora grandes protestos públicos forçaram o estado a anular esta lei (e no seu lugar, a aumentar impostos em produtos de consumo) Em 1979, Connecticut instituiu um programa de ajuda financeira para distritos escolares em sérios problemas financeiros. Em 1991, instituiu novamente um imposto de renda, e legalizou a construção de cassinos. O fim da Guerra Fria, enquanto isto, fez com que Connecticut recebesse menos encomendas de navios militares, então uma das principais fontes de renda. Isto, porém, teve poucos efeitos negativos, graças à sua forte economia diversificada.

## Geografia

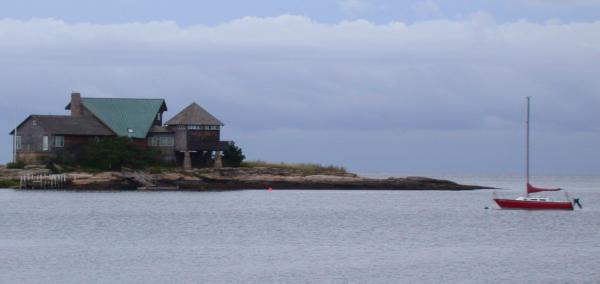
Vista do litoral do estado, ao longo da baía de Long Island.

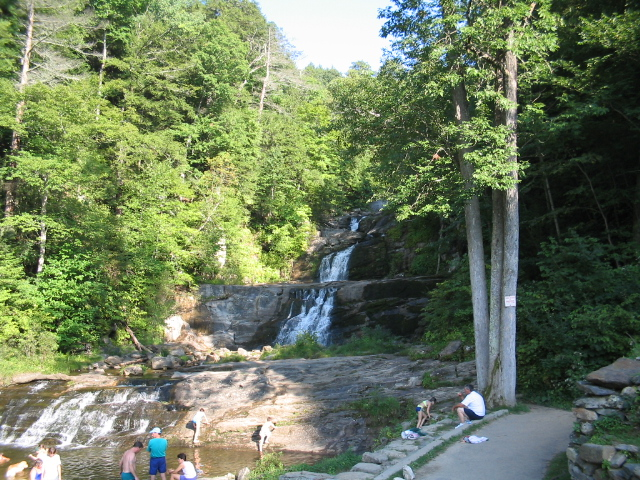
Pequena queda d'água em Connecticut

Connecticut limita-se ao norte com Massachusetts, a leste com Rhode Island, ao sul com a baía de Long Island e a oeste com Nova Iorque. Com um pouco mais de 14 mil km2, é o terceiro menor estado americano em área do país. A maior parte do litoral de Connecticut não possui contato direto com as águas do oceano Atlântico, e sim com as águas da baía de Long Island, um estuário de numerosos rios.
O principal rio que corta o estado é o rio Connecticut. O Connecticut possui cerca de mil lagos, embora todos sejam de pequeno porte. A grande maioria destes lagos foram formados através de antigas geleiras que derreteram há milhares de anos. Mais de 60% de sua área está coberta por floresta.
O Connecticut pode ser dividido em cinco distintas regiões geográficas:
- As Planícies Costeiras formam uma estreita faixa de terra, que possui entre 6 e 16 km de espessura, que estende-se ao longo do litoral de Connecticut com a baía de Long Island. A região apresenta as menores altitudes do estado, além de possuir um terreno mais plano e menos acidentado do que o restante das quatro regiões;
- O Planalto Ocidental da Nova Inglaterra ocupa a maior parte da região oeste de Connecticut. Possui entre 300 a 427 m de altitude, sendo que as regiões de maior altitude estão localizadas no noroeste, diminuindo à medida que se viaja em direção ao sul ou ao leste;
- O Planalto Oriental da Nova Inglaterra é a maior das cinco regiões geográficas de Connecticut, ocupando a região leste do estado. O Planalto é cortado por diversos rios estreitos, e é em sua maior parte coberto por florestas. Possui altitudes mais baixas do que o Planalto Ocidental, com poucos morros que superem os 370  m de altitude;
- Os Vales Baixos de Connecticut são uma faixa de terra que estende-se ao longo do centro-norte do estado, possuindo aproximadamente 30 km de largura. Estes vales formam o vale fluvial do rio Connecticut. Esta região possui altitudes menores do que os planaltos que a cercam, com morros entre 90 a 180 m de altitude sendo os pontos mais altos da região;
- A Secção Tacônica é um pequeno pedaço de terra localizado no extremo noroeste de Connecticut. Caracteriza-se pelo seu terreno rochoso e acidentado, e pela sua alta altitude. O ponto mais alto do estado, que possui 725 m de altitude, localiza-se nesta região.

### Clima

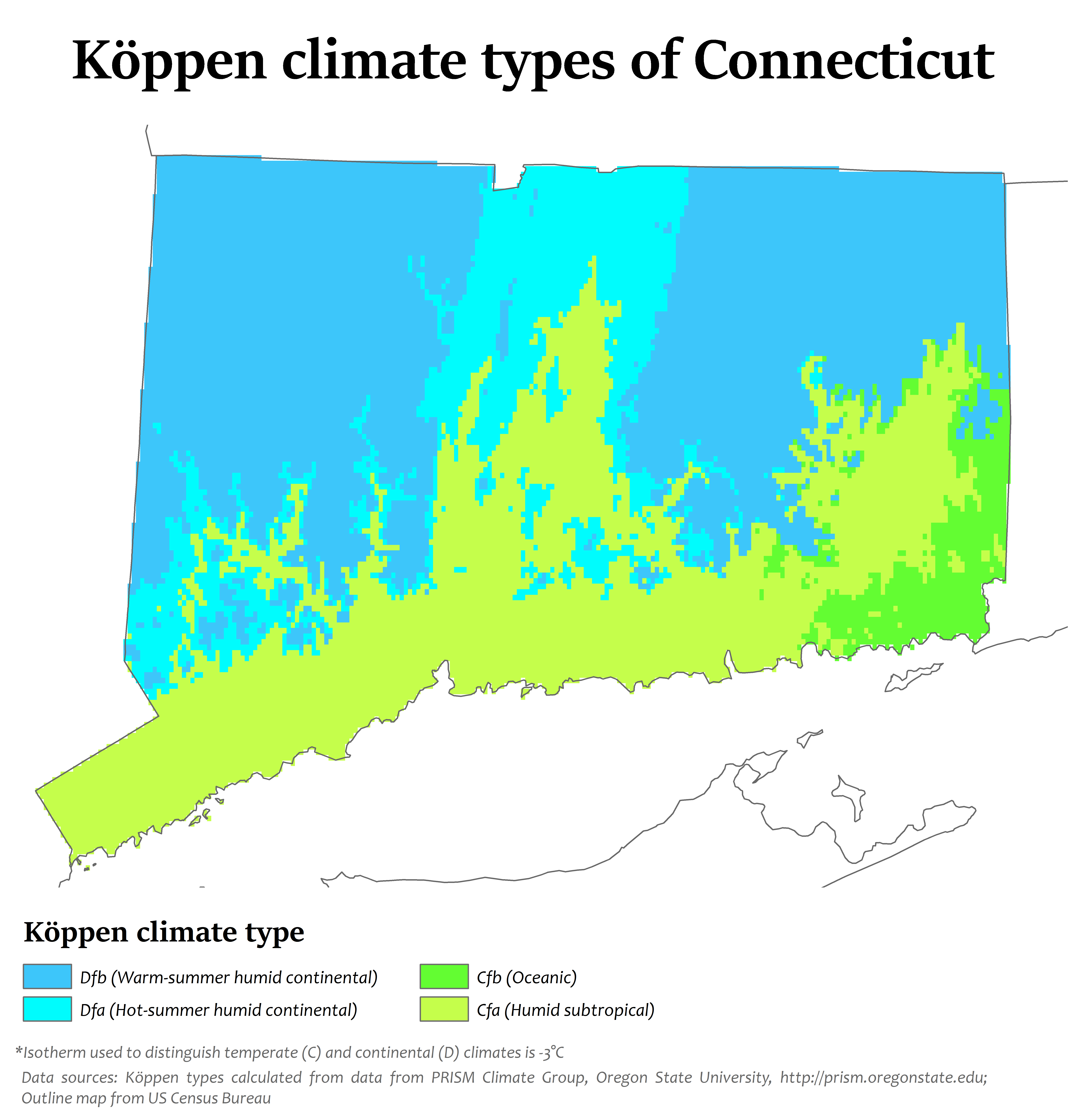
Tipos climáticos de Connecticut

O Connecticut possui um clima temperado, e relativamente homogêneo em todo o estado, devido à sua pequena extensão territorial. No geral, as regiões montanhosas no noroeste e nordeste registram as menores temperaturas médias, e o litoral as maiores temperaturas médias. O clima de Connecticut é amenizado pela presença de grandes massas de água ao sul do estado.
No inverno, o estado tem uma temperatura média de -3 °C. A média das mínimas é de -7 °C, e a média das máximas, de 3 °C. A temperatura mais baixa já registrada no estado foi de -36 °C, registrada em Falls Village, em 16 de fevereiro de 1943.
No verão, o estado apresenta uma temperatura média de 22 °C. A média das mínimas é de 15 °C, e a média das máximas é de 28 °C. A temperatura mais alta já registrada no estado foi de 41 °C, registrada em Danbury, em 15 de julho de 1995.
A taxa de precipitação média anual de chuva em Connecticut é de 119 cm. A taxa de precipitação média anual de neve varia de 90 cm no noroeste a 64 cm ao longo do litoral do sudoeste do estado.

## Política

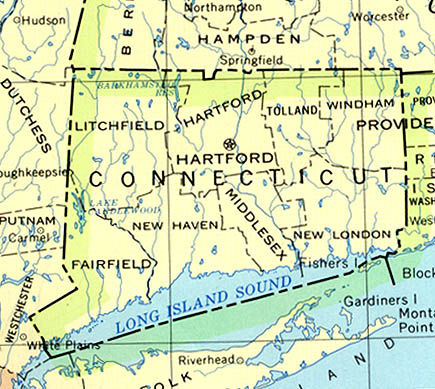
Mapa de Connecticut e de seus oito condados

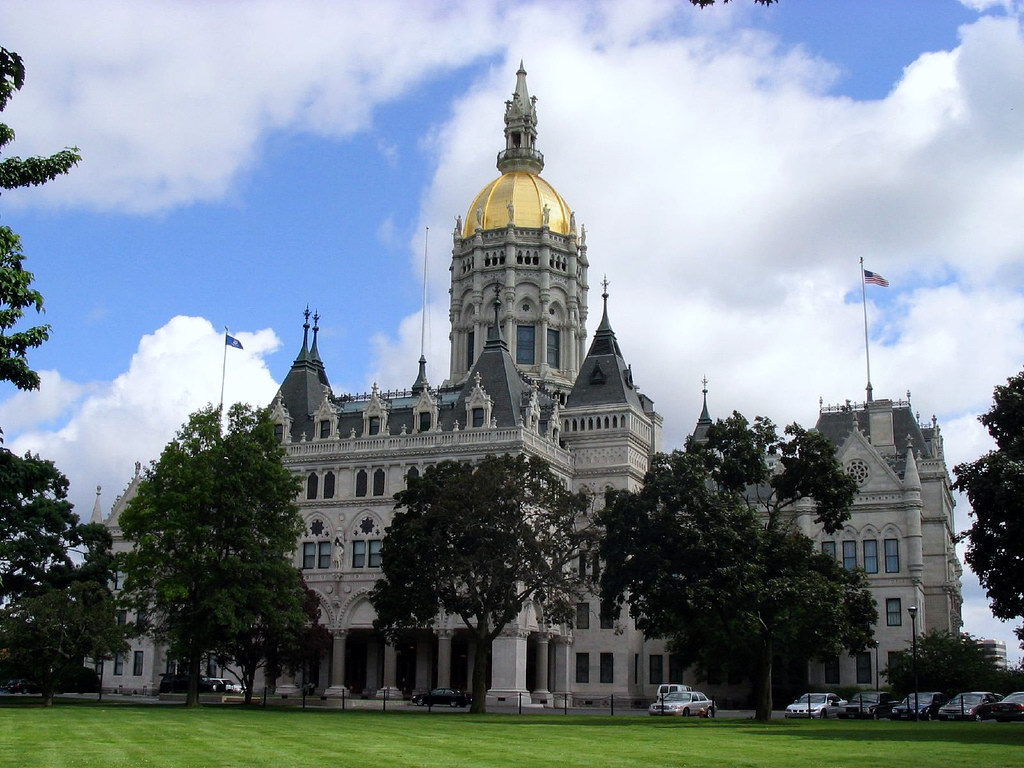
Vista do Capitólio Estadual de Connecticut, em Hartford.

A atual adoração de Connecticut foi adotada em 1965. Outras constituições anteriores foram aprovadas em 1639 e em 1818. A constituição de 1639 — chamada oficialmente de "Ordens Fundamentais", foi a primeira constituição adotada no que constitui atualmente os Estados Unidos. Emendas à constituição são propostas pelo poder legislativo de Connecticut, e para serem aprovadas, precisam receber ao menos 51% dos votos do Senado e da Câmara dos Representantes do estado, e então dois terços dos votos da população eleitoral, em um referendo. A população do estado também pode propor emendas à constituição através da coleta de um certo número de abaixo-assinados. Quando este abaixo-assinado é aceito pelo governo, para ser aprovada, precisa receber aprovação de ao menos um quarto dos membros de ambas as câmaras do poder legislativo de Connecticut, e então ao menos 51% dos votos da população eleitoral. Emendas também podem ser propostas e introduzidas por convenções constitucionais, que precisam receber ao menos 51% dos votos de ambas as câmaras do poder legislativo e dois terços dos votos da população eleitoral, em um referendo.
O principal oficial do poder executivo em Connecticut é o governador. Este é eleito pelos eleitores do estado para mandatos de até quatro anos de duração, podendo ser reeleito quantas vezes puder. Os eleitores do "Primeiras Ordens" também elegem à parte o tenente-governador, o secretário de Estado e outros três oficiais-chave do executivo.
O poder legislativo de Connecticut — chamado oficialmente de Assembleia Geral — é constituído pelo Senado e pela Câmara dos Representantes. O Senado possui um total de 36 membros, enquanto que a Câmara dos Representantes possui um total de 151 membros. Connecticut está dividido em 36 distritos senatoriais e 151 distritos representativos. Os eleitores de cada distrito elegem um senador/representante, que irá representar tal distrito no Senado/Câmara dos Representantes. O termo de ofício dos senadores e dos representantes é de quatro anos.
A corte mais alta do poder judiciário em Connecticut é a Suprema Corte de Connecticut, composto por sete juízes. Outras cortes do poder judiciário no estado são a Corte de Apelações, a Corte Superior e as Probate Courts, cada uma com 11, 150 e 132 juízes, respectivamente. Os juízes de todas as cortes, com exceção das Probate Courts, são escolhidos pelo poder legislativo, para mandatos de até oito anos de duração. Os juízes da Probate Courts são eleitos pela população do estado, para mandatos de até quatro anos de duração.
Connecticut está dividido em oito condados. Ao contrário de outros estados norte-americanos, os condados de Connecticut não possuem uma sede. A principal entidade administrativa, à parte do governo estadual, são os governos das 169 municipalidades (towns) do estado. Certas regiões mais densamente habitadas destas municipalidades formam boroughs (distritos). Connecticut possui 19 cidades (cities).
Mais da metade da receita do orçamento do governo de Connecticut é gerada por impostos estaduais. O restante vem de verbas recebidas do governo nacional e de empréstimos. Em 2002, o governo gastou 20,117 bilhões de USD, tendo gerado 16,993 bilhões de USD. A dívida governamental é de 20,784 bilhões de USD. A dívida per capita é de 6 009 USD, o valor dos impostos estaduais per capita é de 2 611 USD, e o valor dos gastos governamentais per capita é de 5 816 USD.
Connecticut tem dado primariamente apoio ao Partido Republicano, desde que este foi criado em 1854, e politicamente, foi dominado pelos republicanos até a década de 1960, sendo que de 20 governadores eleitos entre 1856 e 1932, quinze foram republicanos e cinco foram democratas. Desde a década de 1930, porém, o Partido Democrata tem-se fortalecido. Desde a década de 1960, os sete votos do colégio eleitoral do qual o estado possui direito tem sido em sua maioria dominado pelos democratas, nas eleições presidenciais norte-americanas.

## Demografia
O censo nacional de 2000 estimou a população de Connecticut em 3 405 565 habitantes, um crescimento de 3,6% em relação à população do estado em 1990, de 3 287 116 habitantes. Uma estimativa realizada em 2005 estima a população em 3 510 297 habitantes, um crescimento de 6,7% em relação à população em 1990; de 3,1%, em relação à população em 2000; e de 0,3% em relação à população estimada em 2004.
O crescimento populacional natural de Connecticut entre 2000 e 2005 foi de 67 427 habitantes — 222 222 nascimentos menos 154 795 óbitos — o crescimento populacional causado pela imigração foi de 75 991 habitantes, enquanto que a migração interestadual resultou em um ganho de 41 718 habitantes. Entre 2000 e 2005 a população de Connecticut cresceu em 223 181 habitantes, e entre 2004 e 2005 em 11 331 habitantes.
Em 2004, 11,4% da população do estado (aproximadamente 400 mil habitantes) nascera fora do país, com estimativas indicando que 10% destes são imigrantes ilegais (1,1% da população).

### Raças e etnias
Composição racial da população de Connecticut:
- 77,5% — brancos
- 9,4% — hispânicos
- 9,1% — afro-americanos
- 2,4% — asiáticos
- 0,3% — nativos norte-americanos
- 2,2% — duas ou mais raças

Os cinco maiores grupos étnicos de Connecticut são italianos (que compõem 18,6% da população), irlandeses (16,6%) ingleses (10,3%), alemães (9,9%) e afro-americanos (9,1%).

### Religião
Percentagem da população de Connecticut por religião:
- Cristianismo — 83%
  - Igreja Católica Romana — 34%
  - Protestantes — 48%
    - Igreja Batista — 10%
    - Igreja Metodista — 4%
    - Igreja Luterana — 4%
    - Outras afiliações protestantes — 28%

  - Outras afiliações cristãs — 1%
- Judeus — 3%
- Outras religiões — 1%
- Não-religiosos — 13%

### Principais cidades

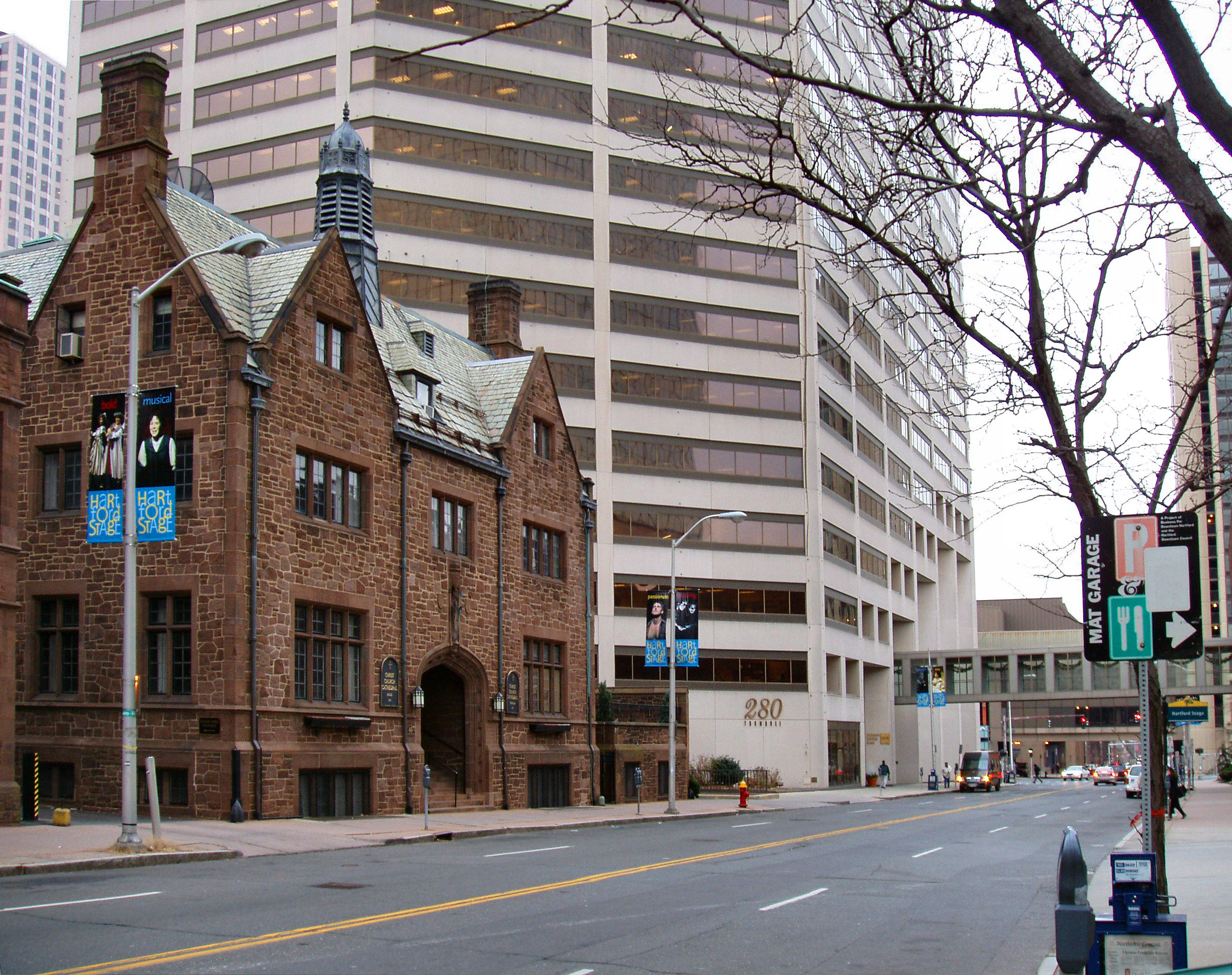
Hartford

| População > 100 mil (área urbanizada) - Danbury - Bridgeport - Hartford - New Haven - New London - Norwich - Stamford - Waterbury |  |  |  | População > 10 mil (área urbanizada) - Branford - Meriden - Middletown - Storrs - Torrington - Willimantic |  |  |  | Subúrbios importantes - Bristol - Greenwich - Manchester - New Britain - Norwalk - West Hartford - Westport - Windsor - Wethersfield - Enfield - Farmington |

## Economia

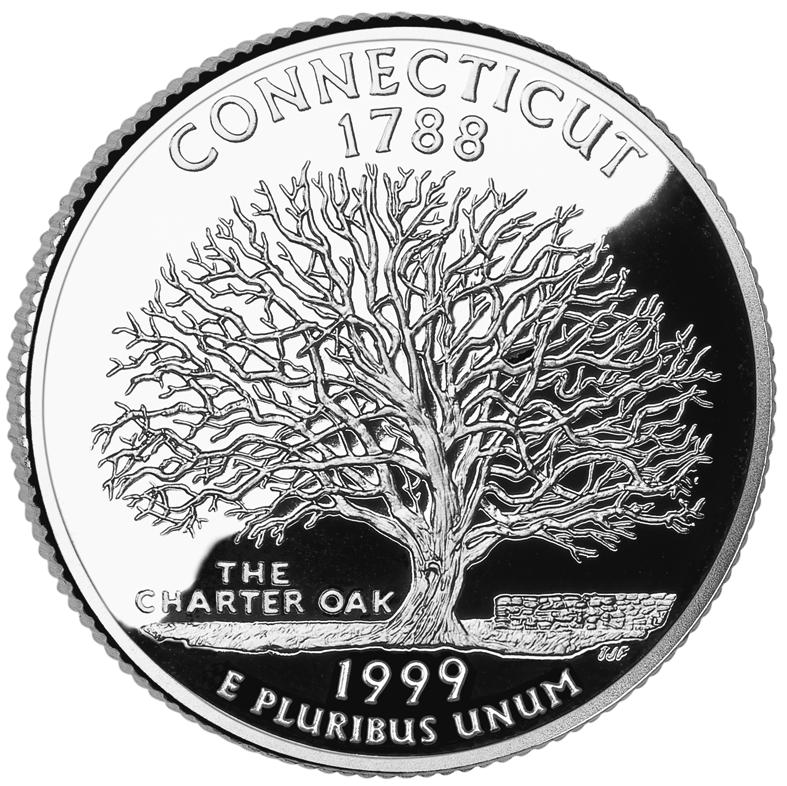
Moeda de 25 centavos de dólar norte-americano de Connecticut

O produto interno bruto de Connecticut foi de 187 bilhões de USD. A renda per capita do estado, por sua vez, foi de 55 398 USD, a maior entre os 50 estados norte-americanos. A taxa de desemprego de Connecticut é de 4,9%.
O setor primário responde por 1% do PIB de Connecticut. O estado possui 3,8 mil fazendas, que ocupam cerca de 10% de sua área. A agricultura e a pecuária respondem juntas por 1% do PIB, e empregam aproximadamente 37 mil pessoas. Leite e cerejas são os principais produtos agropecuários de Connecticut, que produz mais de 25% de todas as cerejas consumidas no país. Os efeitos da pesca e da silvicultura são negligíveis na economia do estado, e empregando juntas cerca de dois mil pessoas. O valor da pesca coletada anualmente é de 28 milhões de USD.
O setor secundário responde por 20% do PIB de Connecticut. O valor total dos produtos fabricados é de 28 bilhões de USD. Os principais produtos industrializados fabricados são equipamentos de transportes, produtos químicos, maquinário, eletrônicos e computadores, alimentos industrializados e material impresso. A indústria de manufatura responde por 17% do PIB do estado, empregando aproximadamente 285 mil pessoas. A indústria de construção responde por 3% do PIB e emprega aproximadamente 99 mil pessoas. Os efeitos da mineração são negligíveis em Connecticut. Este setor emprega cerca de 1,9 mil pessoas.
O setor terciário responde por 79% do PIB de Connecticut, que é um grande pólo da indústria seguradora. A prestação de serviços financeiros e imobiliários respondem por mais de 28% do PIB do estado, empregando aproximadamente 231 mil pessoas. Hartford é o centro financeiro, sendo o maior centro da indústria de seguros dos Estados Unidos, e o segundo maior do mundo, atrás apenas de Londres. Cerca de 22% do PIB é gerado através da prestação de serviços comunitários e pessoais. Este setor emprega cerca de 682 mil pessoas. O comércio por atacado e varejo responde por 14% do PIB, e emprega aproximadamente 410 mil pessoas. Serviços governamentais respondem por 9% do PIB de Connecticut, empregando aproximadamente 225 mil pessoas. Transportes, telecomunicações e utilidades públicas empregam 84 mil pessoas, e respondem por 6% do PIB. 46% de toda a eletricidade consumida anualmente no estado é gerada em usinas termelétricas a petróleo, e 1% em usinas hidrelétricas. Os 53% restantes são importados de estados vizinhos e da província canadense de Quebec.

## Educação
As primeiras escolas públicas de Connecticut foram fundadas durante a década de 1650, quando a então colônia inglesa ordenou que todo assentamento com mais de 50 famílias oferecesse serviços educacionais — contratando uma pessoa da comunidade para ensinar as crianças a ler e escrever, sem que as famílias precisassem pagar diretamente por tais serviços. Além disso, a construção de uma escola de segundo grau (high school, em Portugal o equivalente a liceu) foi declarada obrigatória em toda cidade com mais de cem famílias.
Atualmente, todas as instituições educacionais em Connecticut precisam seguir regras e padrões ditadas pelo Departamento de Educação de Connecticut, composto por nove membros indicados pelo governador para mandatos de até quatro anos de duração. Estes nove membros indicam, por sua vez, um décimo membro para atuar como o comissionador de educação — presidente do departamento — para mandatos de até quatro anos de duração. Este departamento controla diretamente o sistema de escolas públicas do estado, que está dividido em diferentes distritos escolares. Cada cidade primária (city), diversas cidades secundárias (towns) e cada condado, é servido por um distrito escolar. Nas cidades a responsabilidade de administrar as escolas é do distrito escolar municipal, enquanto que em regiões menos densamente habitadas esta responsabilidade é dos distritos escolares operando em todo o condado em geral. Connecticut permite a operação de escolas charter — escolas públicas independentes, que não são administradas por distritos escolares, mas que dependem de verbas públicas para operar. O atendimento escolar é compulsório para todas as crianças e adolescentes com mais de seis anos de idade até a conclusão do segundo grau, ou até os quinze anos de idade.

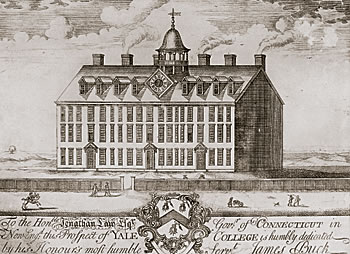
Construção original da Universidade Yale (1718–1782)

Em 1999, as escolas públicas do estado atenderam cerca de 554 mil estudantes, empregando aproximadamente 39 mil professores. Escolas privadas atenderam cerca de 70,1 mil estudantes, empregando aproximadamente 6,9 mil professores. O sistema de escolas públicas consumiu cerca de 5,076 bilhões de USD, e o gasto das escolas públicas foi de aproximadamente 9,6 mil USD por estudante. Cerca de 87,5% dos habitantes do estado com mais de 25 anos de idade possuem um diploma de segundo grau.
A primeira biblioteca de Connecticut foi fundada em 1701. Era parte da então Collegiate Institute, atual Universidade Yale. A primeira biblioteca pública municipal foi fundada em 1733, em Durham. Atualmente, Connecticut possui 194 sistemas de bibliotecas públicas, que movimentam anualmente uma média de 8,4 livros por habitante.
A primeira instituição de educação superior de Connecticut foi a Collegiate Institute — atual Universidade de Yale — fundada em 1701. A Universidade Yale é a terceira instituição de educação superior mais antiga do país, atrás apenas da Universidade Harvard e da Faculdade William e Maria.

## Transportes e telecomunicações

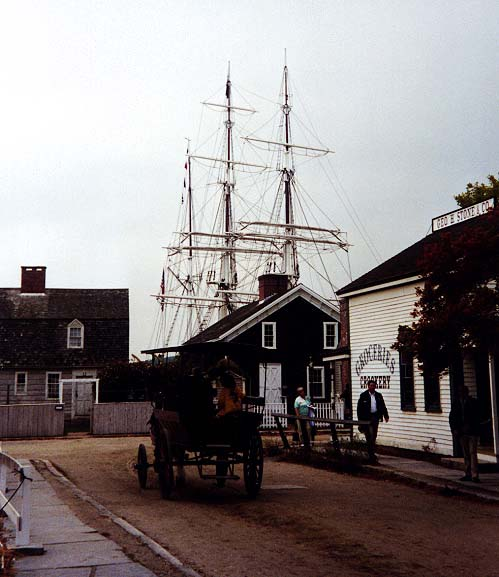
Vista de um porto histórico de Connecticut.

Em 2002, Connecticut possuía 893 km de ferrovias. A Amtrak fornece serviço de transporte ferroviário de passageiros em Hartford e diversas pequenas cidades localizadas ao longo do litoral do estado com o oceano Atlântico.
Em 2003, o Connecticut tinha 33939 km de vias públicas, dos quais 557 km eram rodovias interestaduais, parte do sistema rodoviário federal dos Estados Unidos. O principal aeroporto do estado é o Bradley International Airport (BDL).
O primeiro jornal de Connecticut, e o mais antigo do país ainda em publicação, é o Connecticut Courant (atual Hartford Courant), que foi publicado pela primeira vez em 1764, em Hartford. Atualmente, cerca de 110 jornais são publicados no estado, e deles, 19 são diários.
A primeira estação de rádio de Connecticut foi fundada em 1922, em Hartford. A primeira estação de televisão foi fundada em 1948, em New Haven. Atualmente, Connecticut possui 77 estações de rádio — dos quais 29 são AM e 48 são FM — e 13 estações de televisão.

## Cultura

### Símbolos do estado
- Árvore: Carvalho americano
- Cognomes:
  - Constitution State
  - Arsenal of the nation (não oficial)
  - Nutmeg State (não oficial)
- Dança: Quadrilha
- Fóssil: Eubrontes giganteus[8]
- Flor: Louro americano
- Inseto: Louva-a-deus
- Lema: Qui transtulit sustinet (do latim: Ele que transplanta sustenta)
- Mamífero: Cachalote
- Mineral: Granada
- Música: Yankee Doodle
- Pássaro: Tordo norte-americano
- Peixe: Sável americano
- Slogan: Full of surprises (Cheia de surpresas)